# Craig Mager
Craig Mager (Luling, 11 giugno 1992) è un giocatore di football americano statunitense che milita nel ruolo di cornerback nella National Football League (NFL).

## Carriera

### San Diego Chargers
Dopo avere giocato al college a football all'Università statale del Texas, Mager fu scelto nel corso del terzo giro (83º assoluto) del Draft NFL 2015 dai San Diego Chargers. Debuttò come professionista subentrando nella gara del secondo turno contro i Cincinnati Bengals. Nella settimana 16 disputò la sua prima gara come titolare mettendo a segno un massimo stagionale di 4 tackle contro gli Oakland Raiders. La sua stagione da rookie si chiuse con 9 tackle in dieci presenze, di cui due come titolare.

### Denver Broncos
Il 19 dicembre 2018, Mager firmò un contratto biennale con i Denver Broncos.

## Statistiche
| Partite totali      | 10  |
| Partite da titolare | 2   |
| Tackle totali       | 9   |
| Sack                | 0,0 |
| Intercetti          | 5   |
| Fumble forzati      | 0   |

Statistiche aggiornate alla stagione 2015